# Lasioglossum cristula
Lasioglossum cristula là một loài Hymenoptera trong họ Halictidae. Loài này được Pérez mô tả khoa học năm 1896.